# 未知なるカダスを夢に求めて
『未知なるカダスを夢に求めて』（みちなるカダスをゆめにもとめて、The Dream-Quest of Unknown Kadath）とは、ハワード・フィリップス・ラヴクラフトの小説。
1926年の8月に執筆が始まり、1927年1月22日に完成した。ラヴクラフトの死後に原稿が発見され、1943年にアーカムハウスから発表された。
短編小説が中心だったラヴクラフトの作品の中でも『チャールズ・ウォードの奇怪な事件』に並ぶ長編としても挙げられることがある。
ドリームランドのシリーズ、兼ランドルフ・カーターを主人公とした一連のシリーズの一つに位置づけられる。シリーズの時間軸としては、カーターがもっとも若い時期の物語に当たり、最終的にカーターはドリームランドに赴く能力を喪失する。リチャード・アプトン・ピックマン、アタル、ニャルラトホテプ、レン高原、そしてカダスなどラヴクラフトの他の作品で触れられた数多くの地名、登場人物が登場している。

## 収録
- 創元推理文庫『ラヴクラフト全集6』大瀧啓裕訳「未知なるカダスを夢に求めて」
- 国書刊行会『定本ラヴクラフト全集6』小林勇次訳「幻夢境カダスを求めて」
- 国書刊行会『真ク・リトル・リトル神話大系5』小林勇次訳「幻夢境カダスを求めて」
- 星海社FICTIONS『未知なるカダスを夢に求めて 新訳クトゥルー神話コレクション4』森瀬繚訳「未知なるカダスを夢に求めて（ドリーム＝クエスト）」

## あらすじ
1904年、30歳のランドルフ・カーターは、夢の国の「未知なるカダスの地」を目指していた。カーターの道程は、ウルタール、ダイラス・リーン、オリアブ島、セレファイス、レン高原、そしてカダスに向かう。一方、万物の総帥アザトースの意志の代行者、暗黒の大使ニャルラトホテプは、カーターがカダスに向かうことを妨害する。彼は、ムーンビースト、シャンタク鳥などを繰り出し、本人もカーターの目の前に立ちはだかる。対してウルタールの猫、夜鬼、屍食鬼、そしてノーデンスたちがカーターを支援する。

### 舞台
眠っている間に「炎の神殿」と「深き眠りの門」を越え、「夢見る人」だけが到達できる異世界。目覚めの世界とは地理が異なり、セレファイスやウルタールなどの都市が繁栄している。人語を話す猫や地上と月を往来するガレー船があり、カダスには神々が暮らしている。

### 登場人物

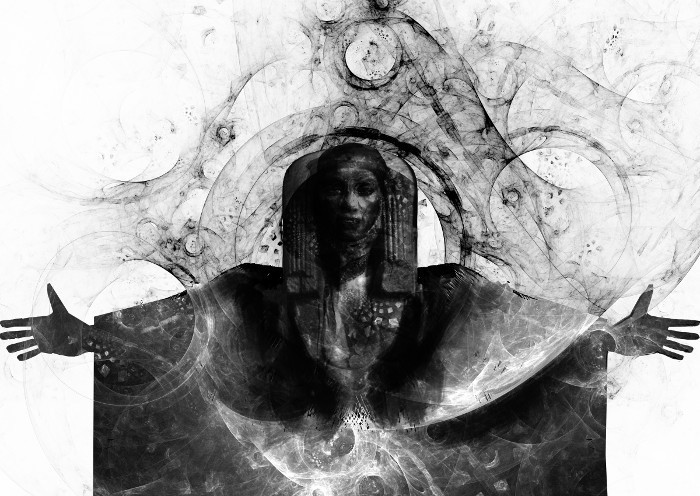
ニャルラトホテプ

- ランドルフ・カーター（Randolph Carter） - 主人公。夢の国の奥地にあるカダスを目指す。
- ニャルラトホテプ（Nyarlathotep） - カダスに向かうカーターを妨害する。
- リチャード・アプトン・ピックマン（Richard Upton Pickman） - 屍食鬼。カーターに協力する。『ピックマンのモデル』に同名の人物が登場する。
- クラネス（Kuranes） - 夢の国の都市セレファイスの王。『セレファイス』の主人公。
- ノーデンス（Nodens） - ニャルラトホテプと敵対する神。

## 解説
ラヴクラフトは「宇宙的恐怖」を掲げ、「未知のものを作る時には、科学の見地から地球中心の思考を捨てなければならない」と唱えた。そのため他の作品に登場する宇宙生物は、どれも地球の生物とは、かけ離れた外見や性質を持っていた。対して本作は、SF要素が廃されてファンタジー色が濃く、しゃべる猫や怪鳥など地球的な生物や神々が単純に落し込まれている。このような作風の違いは、彼が本作を発表しなかったことに関係するといわれる。
ラヴクラフトからウィルフレッド・ブランチ・タルマンに宛てた1926年12月19日付の手紙に「幻夢境でのありえざる冒険を綴ったピカレスク風の年代記を執筆中ですが、商業誌に受理されるという望みは抱いておりません。流行小説たりうる要素が皆無の作品でして――しかしながら、本作を構想していたときの気分からして、その傾向は現実のボードレール的頽廃よりも素朴な御伽噺の精神に近いものです」とある。
本作は、章分割されず、異国風の世界を旅する点でウィリアム・トマス・ベックフォードの小説『ヴァテック』（1786年）の影響を受けているとされる。断章『アザトース』（1922年）も完成していれば本作のような冒険物語になったと言われている。ウィル・マレー、デイビット・E・シュルツは、『アザトース』で中断した試みを本作で再び達成しようとしたのではないかという見方をしている。
本作に限らずラヴクラフトが書くファンタジーの作風に影響を受けた作品として常々、ダンセイニが挙げられている。今回、ロバート・M・プライスは、より直接的な影響を受けた作品としてエドガー・ライス・バローズの『火星シリーズ』を挙げている。しかし剣の達人ジョン・カーターに対し、何度も敵に捕まり彼自身が戦わず友人たちに窮地を救われるランドルフ・カーターでは、主人公の扱いに差があるとした上で、もっとも近い作品は、ライマン・フランク・ボーンの『オズの魔法使い』（1900年）も挙げている。大瀧啓裕は、執筆時のラヴクラフトの私生活にも視点を向け、彼がニューヨークからプロヴィデンスに帰ったことを指摘している。つまりプライスと大瀧の論旨は、「異世界に触れた主人公が家に帰ることが目的になった。」である。

### ランドルフ・カーター
ラヴクラフトの作品で一連のシリーズの主人公となっている。大瀧啓裕は彼を「ラヴクラフトの理想化された分身」と解説している。
物語の時間経過としては、本作が最も古いが関連作品を執筆された順番で以下に挙げる。
- 『ランドルフ・カーターの陳述』 - 1919年執筆。ランドルフ・カーターのシリーズ第1作。
- 『ウルタールの猫』 - 1920年6月執筆。都市ウルタールに触れた作品。
- 『セレファイス』 - 1920年11月執筆。本作と同じくドリームランドを舞台としている。クラネスが登場。
- 『ニャルラトホテプ』 - 1920年12月執筆。ニャルラトホテプの登場。
- 『アザトース』 - 1922年6月執筆。書き出しのみの断章。本作の構想か。
- 『名状し難きもの』 - 1923年9月執筆。ランドルフ・カーターのシリーズ。
- 『未知なるカダスを夢に求めて』 - 1926年秋に執筆開始。
- 『ピックマンのモデル』 - 1926年9月執筆。ピックマンが登場。
- 『銀の鍵』 - 1926年11月執筆。ランドルフ・カーターのシリーズ。
- 『霧の高みの不思議な家』 - 1926年11月執筆。ノーデンスが登場。
- 『未知なるカダスを夢に求めて』 - 1927年1月に完成。

本作では、ドリームランドをカーターが冒険し、最終的にドリームランドに行く能力を喪失する。本作以外のカーターのシリーズでは、ドリームランドに行くことができなくなったカーターが現実に嫌気がさし、異世界に向かう方法を模索している。
大瀧は、本作で複数の作品に跨るラヴクラフトの登場人物や地名が集合し、一つの神話として同じ世界観に体系化する計画だったことが窺えると指摘した。

### 断片『アザトース』
1922年6月に執筆が始まったが中断している。1938年に同人誌『リーヴズ』の第2号に掲載された。約480語からなり、小説の出だし部分しか書かれていない。ラヴクラフトが友人フランク・ベルナップ・ロングに宛てた手紙からは、ダンセイニのような物語、中世のアラビアンナイトのような要素を持ち、6歳以下の誠実な幼稚さで、ベックフォードの『ヴァテック』のような長編小説にするはずだったといわれる。
```
I shall defer to no modern critical canon, but shall frankly slip back through the centuries and become a myth-maker with that childish sincerity which no one but the earlier Dunsany has tried to achieve nowadays. I shall go out of the world when I write, with a mind centred not in literary usage, but in the dreams I dreamed when I was six year old or less--the dreams which followed my first knowledge of 
Sinbad
, of 
Agib
, of 
Baba-Abdallah
, and of 
Sidi-Nonman
.
アザトース執筆に関するという文章、1922年6月9日付け、フランク・ベルナップ・ロングへの手紙
```

本作と同じく知識が自然の美を破壊した現代社会に愛想を尽かし、子供じみた希望を求めて夢の世界に主人公が旅立つ、という所で終わっている。タイトルがクトゥルフ神話でも重要な位置づけにあるアザトースと同じであるだけに意味深なものになっている。

### ピックマン
グールのピックマンは、『ピックマンのモデル』にも登場した。他には、『資料：ネクロノミコンの歴史』にネクロノミコンのギリシア語版を持つ一族、そしてネクロノミコンを持って失踪した人物として名前が登場する。
本作のピックマンについてロバート・M・プライスは「『ピックマンのモデル』に登場する同名のキャラクターと表向きは同一人物だが、ほとんど関連性がない」と指摘し、本作での描写はバローズの『火星のプリンセス』のタルス・タルカスから影響を受けたものだろうと推測している。